# Thibaud Verlinden
Thibaud Verlinden (Bruxelles, 9 luglio 1999) è un calciatore belga, attaccante dell'OH Lovanio.

## Biografia
È figlio dell'ex calciatore Dany Verlinden.

## Caratteristiche tecniche
È un'ala destra.

## Carriera
Cresciuto nel settore giovanile dello Stoke City, debutta fra i professionisti il 23 agosto 2017 in occasione dell'incontro di English Football League Cup vinto 4-0 contro il Rochdale; negli anni seguenti si alterna fra prima squadra e formazione Under-23, inclusi due prestiti al St. Pauli ed al Bolton.
Nel gennaio del 2021 si trasferisce a titolo definitivo al Fortuna Sittard.

## Statistiche
Statistiche aggiornate al 10 aprile 2021.

### Presenze e reti nei club
| Stagione        | Squadra         | Campionato      | Campionato | Campionato | Coppe nazionali | Coppe nazionali | Coppe nazionali | Coppe continentali | Coppe continentali | Coppe continentali | Altre coppe | Altre coppe | Altre coppe | Totale | Totale | Totale |
| Stagione        | Squadra         | Comp            | Pres       | Reti       | Comp            | Pres            | Reti            | Comp               | Pres               | Reti               | Comp        | Pres        | Reti        | Pres   | Reti   |        |
| --------------- | --------------- | --------------- | ---------- | ---------- | --------------- | --------------- | --------------- | ------------------ | ------------------ | ------------------ | ----------- | ----------- | ----------- | ------ | ------ | ------ |
| 2017-gen. 2018  | Stoke City      | PL              | 0          | 0          | FACup+CdL       | 0+1             | 0               |                    | -                  | -                  |             | -           | -           | 1      | 0      |        |
| gen.-giu. 2018  | St. Pauli II    | RL              | 2          | 0          |                 | -               | -               |                    | -                  | -                  |             | -           | -           | 2      | 0      |        |
| 2018-2019       | Stoke City      | FLC             | 5          | 0          | FACup+CdL       | 0               | 0               |                    | -                  | -                  |             | -           | -           | 5      | 0      |        |
| ago. 2019       | Stoke City      | FLC             | 1          | 0          | FACup+CdL       | 0               | 0               |                    | -                  | -                  |             | -           | -           | 1      | 0      |        |
| 2019-gen. 2020  | Bolton          | FL1             | 15         | 3          | FACup+CdL       | 0               | 0               |                    | -                  | -                  | EFL Trophy  | 2           | 0           | 17     | 3      |        |
| gen.-giu. 2020  | Stoke City      | FLC             | 4          | 0          | FACup+CdL       | 1+0             | 0               |                    | -                  | -                  |             | -           | -           | 5      | 0      |        |
| 2020-gen. 2021  | Stoke City      | FLC             | 1          | 0          | FACup+CdL       | 0               | 0               |                    | -                  | -                  |             | -           | -           | 1      | 0      |        |
| gen.-giu. 2021  | Fortuna Sittard | ED              | 4          | 0          | CO              | 0               | 0               |                    | -                  | -                  |             | -           | -           | 4      | 0      |        |
| Totale carriera | Totale carriera | Totale carriera | 32         | 3          |                 | 2               | 0               |                    | -                  | -                  |             | 2           | 0           | 36     | 3      |        |